# Главни штаб НОВ и ПО Црне Горе и Боке
Главни штаб Народноослободилачке војске и партизанских одреда Црне Горе и Боке је био највиши војни орган који је организовао и командовао јединицама Народноослободилачке војске и партизанских одреда Југославије на подручју Црне Горе и Боке, током Народноослободилачког рата, од 1941. до 1944. године. Био је потчињен Врховном штабу Народноослободилачке војске и партизанских одреда Југославије.
У току рата Главни штаб за Црну Гору и Боку је неколико пута реорганизован, у складу са развојем прилика на терену и потребама. Почевши од јесени 1941, деловао је као Главни штаб народноослободилачких партизанских одреда за Црну Гору и Боку (скраћено: Главни штаб НОПО за Црну Гору и Боку), а у јесен 1942. је преименован у Главни штаб НОВ и ПО за Црну Гору и Боку.

## Историја
Већ крајем јуна 1941. године формиран је Војнореволуционарни комитет, који је недуго након избијања устанка, 18. јула, преименован у Привремену врховну команду националноослободилачких трупа за Црну Гору, Боку и Санџак, која је била потчињена Покрајинском комитету КПЈ за Црну Гору и Боку. Привремена врховна команда је имала Штаб који је сачињавало шест чланова:
- Арсо Јовановић, командант, капетан бивше југословенске војске
- Милован Ђилас, политички комесар, члан ЦК КПЈ и делегат Главног штаба НОПОЈ-а,
- Божо Љумовић, политички секретар Покрајинског комитета КПЈ за Црну Гору и Боку
- Блажо Јовановић, организациони секретар Покрајинског комитета КПЈ за Црну Гору и Боку
- Будо Томовић, секретар Покрајинског комитета СКОЈ-а за Црну Гору и Боку
- Бајо Секулић, секретар Окружног комитета КПЈ за Цетиње и члан Покрајинског комитета

У првој фази Тринаестојулског устанка, код Привремене врховне команде осећала се нестабилност у одлучивању што је довело до извесне пометње у раду руководства. Политички утицај Покрајинског комитета и рад у масама није био адекватан војним резултатима, јер је руководство било изненађено масовношћу и резултатима устанка. Привремена врховна команда је била активна у доношењу директива и упутстава за дејства устаничких снага, али није успела да организацијски учврсти устаничке јединице, са око 20.000 устаника, и одржи их на окупу и под својом командом за време италијанске офанзиве.
Привремена Врховна команда од почетка устанка, па све до октобра 1941. године није имала никаквих веза са Врховним штабом НОПОЈ-а. Када су Централни комитета КПЈ и Врховни штаб обавештени о развоју догађаја у Црној Гори упутили су, 22. октобра, писмо у којем је критички оцењен рад Покрајинског комитета и указано на узроке и последице осипања устанка.
Ради спровођења закључака са саветовања у Столицама, Иван Милутиновић, члан Политбироа ЦК КПЈ и Врховног штаба, упућен је Црну Гору да у својству делегата преузме функцију од Милована Ђиласа, који је повучен у Врховни штаб.
Привремена врховна команда је 24. октобра 1941. године, у складу са одлукама саветовања у Столицама, реорганизована и подељена на Главни штаб народноослободилачких партизанских одреда за Црну Гору и Боку (скраћено: Главни штаб НОПО за Црну Гору и Боку) и посебан штаб за област Санџака. Образовано је и шест већих партизанских одреда, а 15. новембра, под руковосдтвом комамданта Главног штаба Ивана Милутиновића, одржано је саветовање, у селу Гостиљу код Подгорице, на којем је учествовало тридесетак руководећих људи са подручја Црне Горе и Боке, међу којима су били команданти и политички комесари свих одреда и чланови других партијских и војних руководстава.
Веома негативан утицај на даљи развој НОР-а у Црној Гори имао је неуспех Црногорско-санџачког НОП одреда у нападу на Пљевља, 1. децембра 1941. године, када је погинуло и рањено око 500 бораца. После овог неуспеха око 2.500 бораца се вратило кућама, а само око 700 их је остало у одреду, па су они касније ушли у састав Прве пролетерске бригаде.
Пошто је јануара 1942. године прешао из источне Босне у Фочу, Врховни штаб је остварио непосредан и знатно већи утицај на руководства у Црној Гори, Босни и Санџаку. Сређивање стања у партизански одредима, формирање ударних батаљона и војнопозадинских органа били су напори да се на овој пространој слободној територији ојача војна организација и народна власт. Међутим у Црној Гори и Херцеговини јавиле су се нове слабости, посебно због „левих скретања“, па је ЦК КПЈ сменио Покрајински комитет за Црну Гору и Боку, а Врховни штаб је марта 1942. године именовао и нови Главни штаб за Црну Гору и Боку. За новог команданта постављен је Пеко Дапчевић, а за политичког комесара Митар Бакић.
Нови Главни штаб је 17. априла 1942. године издао наређење о укидању организације црногорских партизанских јединица на братственичко-племенској основи. Уместо тога стваране су чете и батаљони, по угледу на батаљоне у пролетерским бригадама, који су у јуну постали основа за формирање Четврте и Пете црногорске бригаде.
После одласка пролетерских бригада у Босанску крајину, крајем јуна 1942. године, Глабни штаб НОПО за Црну Гору и Боку је привремено престао је да делује као колективно тело у зони матичне одговорности, а његова делатност је обновљена у пролеће 1943. године, када је извршена реорганизација војних власти на подручју Црне Горе и Боке. Почевши од јула 1943. године, функције Главног штаба су биле обједињене са функцијама Штаба Друге пролетерске дивизије, а затим са функцијама Штаба Другог ударног корпуса НОВЈ, пошто је 22. јануара 1944. Главни штаб за Црну Гору и Боку расформиран.